# Sinclair Lewis
Harry Sinclair Lewis (7. února 1885, Sauk Centre, Minnesota – 10. ledna 1951, Řím, Itálie) byl americký prozaik, nositel Nobelovy ceny za literaturu za rok 1930.

## Život
Harry Sinclair Lewis se narodil roku 1885 v Sauk Centre v Minnesotě jako třetí syn venkovského doktora. Jeho matka zemřela na tuberkulózu, když mu bylo šest let. Ve věku třinácti let utekl z domova, protože se chtěl stát bubeníkem ve španělsko-americké válce, ale jeho otec jej brzy našel v jednom železničním skladišti. Roku 1902 začal studovat na Oberlinově akademii v Ohiu a krátce poté na Yaleově univerzitě, kde začal přispívat do univerzitního časopisu Yale Literary Magazine. Již během studií cestoval (navštívil Anglii a Panamu) a dokonce pracoval jako zřízenec v utopické osadě amerického spisovatele Uptona Sinclaira. Po dokončení studia roku 1908 se živil jako žurnalista, cestoval po USA, psal nepříliš hodnotné romantické příběhy (např. o rytířích) a další své literární nápady prodával (např. Jacku Londonovi[zdroj?]). Jeho první publikovanou knihou byl chlapecký dobrodružný příběh Výlet a letadlo z roku 1912, který vydal pod pseudonymem Tom Graham. Nakonec se usídlil v New Yorku, roku 1912 se oženil s redaktorkou Grace Livingston Heggerovou a roku 1917 se jim narodil syn Wells (manželství však skončilo roku 1925 rozvodem).

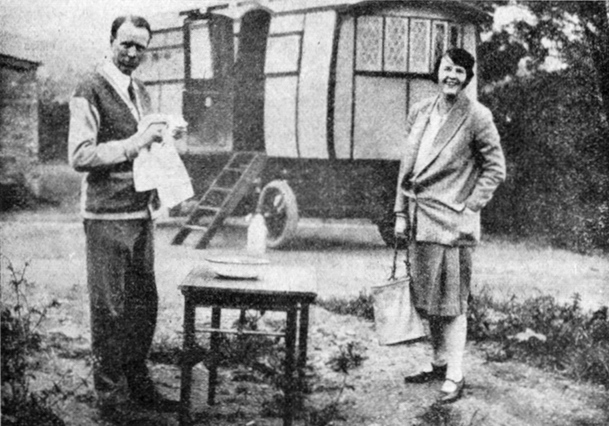
Sinclair Lewis se svou druhou manželkou Dorothy Thompsonovou během svatební cesty maringotkou po Anglii, 1928

Podruhé se oženil v roce 1928 s americkou novinářkou Dorothy Thompsonovou (1893–1961). Měli spolu syna Michaela. Manželé se rozvedli v roce 1942.
Do roku 1920 vydal Lewis pět humorných a mírně satirických románů napsaných pod vlivem H. G. Wellse, které líčí příběhy drobných lidí. Jako jízlivý satirik, kritizující neřesti střední vrstev, vynikl až v románech Hlavní třída (1920) a Babbitt (1922), které vzbudily zaslouženou senzaci a Lewis byl literární kritikou společně s Sherwoodem Andersonem a Edgarem Lee Mastersem zařazen do line tzv. „vzpoury proti maloměstu“.
Poté následovaly romány Arrowsmith (1925) z lékařského prostředí (obdržel za něj Pulitzerovu cenu, kterou odmítl) a Elmer Gantry (1927), ve kterém se vysmál klerikálnímu pokrytectví. Díla Muž, který znal prezidenta (1929) a Továrník Dodsworth (1929) se již vyznačují humornějším pohledem na svět a dokonce i zobrazením kladných středostavovských typů. Roku 1930 mu byla, jako prvnímu americkému spisovateli, udělena Nobelova cena za literaturu „za jeho působivé, živé umělecké líčení a nadání s vtipem a humorem vytvářet nové postavy“ (citace z odůvodnění Švédské akademie).
Sinclair Lewis napsal celkem dvacet dva románů, pozdější díla jsou však již méně výrazná. Výjimku tvoří Anna Vickersová (1933) o průbojné feministce, U nás se to stát nemůže (1935), varující před růstem fašismu a Krev královská (1947), kritizující rasistický útisk černochů.
S nesmírným veřejným ohlasem jeho díla kontrastovala autorova osobní nespokojenost a pocit nezakotvenosti, který ho hnal z místa na místo. Mezi lety 1915 až 1930 navštívil čtyřicet států USA, Kanadu, Mexiko, čtrnáct evropských a tři jihoamerické země. Roku 1942 skončilo rozvodem i jeho druhé manželství s reportérkou Dorothy Thompsonovou, které uzavřel roku 1928. Roku 1944 padl ve Francii jeho syn Wells. V Lewisově životě začal hrát stále významnější roli alkohol a svá poslední léta prožíval v dalším neklidném cestování, hlavně po Evropě. Zemřel počátkem roku 1951 v Římě na srdeční chorobu.

## Dílo
- Launcelot (1904, Lancelot), báseň,
- Hike and the Aeroplane (1912, Výlet a letadlo), první Lewisova vydaná kniha pod pseudonymem Tom Graham.
- Our Mr. Wrenn (1914, Náš pan Wrenn), román, romantická dobrodružství mírného člověka,
- The Trail of the Hawk (1915, Jestřábí stopou), román, komedie o vážnosti života,
- The Innocents (1917, Neviňátka), román,
- The Ghost Patrol (1917, Hlídka duchů), povídka,
- The Job (1917, Práce), román,
- Free Air (1919, Vzduch zdarma), úsměvný románek, jakési pikareskní zřetězení epizod z cesty přes Spojené státy.
- Moths in the Arc Light (1919, Motýli ve světle obloukovek), novela,
- Main Street (1920, Hlavní třída), jeden z autorových stěžejních románů, společenská studie o americkém maloměšťáctví, označovaná za Paní Bovaryovou americké literatury. Mladá vysokoškolačka, která je plná ideálů, se provdá za průměrného lékaře a následuje ho do zapadlého městečka, kde se snaží intelektuálně pozvednout místní společnost, přičemž její snaha ztroskotává na pokrytecké morálce a omezenosti a nakonec končí hořkým kompromisem.
- Babbitt (1922), vrcholný autorův román, v němž vytvořil typ průměrného měšťáka, jehož hlavním ideálem je dobré bydlo, a v jehož osudech a myšlení zpodobnil způsob života a názory dobře situovaných občanů amerického maloměsta. Slovo „babbitt“ se dokonce dostalo do slovníku americké angličtiny jako označení šosáka. V díle se průměrný obchodník začne bouřit proti zištnosti, samolibosti, duchaprázdnému požitkářství a falešnému optimismu svého prostředí, ale marně.
- Arrowsmith (1925), román o lékaři, bakteriologu, kterému je věda životní vášní. Autor s dokonalou znalostí prostředí, opřen o radu a pomoc známého autora populárně vědeckých prací Paula de Kruifa, líčí životní a vědecký vzestup mladého, energického lékaře, jenž vynalezeným preparátem zdolá epidemii moru na tropickém ostrově, a který se musí bránit proti možnému zneužití výsledků svých výzkumů. I v tomto díle zůstává autor kritikem některých aspektů amerického způsobu života, i když jeho celková koncepce není již tak výrazně kritická.
- Mantrap (1925, Past na muže), téměř dobrodružný román o dvou Newyorčanech, kteří si vyjeli do severozápadní Kanady na kanoistickou túru po řece Mantrap, jejíž název znamená v českém překladu „Past na muže“. Domnívali se, že se zde setkají s opravdovými muži, ale nakonec se stávají hříčkou obhroublých zálesáků a lovců kožešin.
- Elmer Gantry (1927), vtipná i příkrá románová satira na hrabivé americké církve, kterým bůh není ničím jiným než prostředkem k naprosto bezbožnému obchodování, na náboženský fanatismus, klerikální pokrytectví a kariérnictví vůbec. Jejím hlavním hrdinou je „obchodník s bohem“, kandidát kněžství a posléze kněz Elmer Gantry, jenž si neodřekne žádnou z radostí světa, prožívá četná milostná dobrodružství a bezohledně jde za mocí a slávou bez jakýchkoliv duchovních aspirací.
- The Man Who Knew Coolidge (1928, Muž, který znal prezidenta), románová burleska, zachycující groteskní postavičku úspěšného amerického byznysmena a neúnavného žvanila. Formou jeho monologu je v díle podána sžíravá satira na amerického měšťáka, jeho dolarovou „filozofii“, vnitřní ubohost, pokrytectví, dunivé vlastenectví a předstíranou demokratičnost.
- Dodsworth (1929, Továrník Dodsworth), román,
- A Letter from the Queen (1929, Dopis od královny), povídka,
- Little Bear Bongo (1930, Medvídek Bongo), povídka,
- Let’s Play King (1931, Král na toulkách), novela,
- Ann Vickers (1933, Anna Vickersová), román líčící sociální a politické poměry v USA v letech hospodářské krize. Jeho hrdinkou je mladá, energická a průbojná žena, která nalézá uspokojení ve feministickém hnutí, stává se sociální pracovnicí, kriminalistkou a později ředitelkou ženské donucovací pracovny. Její citový život úzce souvisí s bojem za základní lidská práva vězňů, jemuž věnuje nejlepší léta svého života.
- Work of Art (1934, Umělecké dílo), román z amerického obchodního života, především z hotelnictví.
- Jayhawker (1935), divadelní hra,
- Selected Short Stories (1935, Vybrané povídky),
- It Can't Happen Here (1935, U nás se to stát nemůže), románová utopie, napsaná v obavách z růstu italského a německého fašismu, která předpovídá podobný vývoj i v USA, třebaže maskovaný falešně demokratickými hesly.
- The Prodigal Parents (1938, Marnotratní rodiče), román,
- Bethel Merriday (1940, Bethel Merridayová), román zachycující na pozadí společnosti několika mladých lidí, horujících pro divadlo, příběh americké dívky, která se touží dostat k divadlu a podaří se jí to. Příběh je uměleckou reminiscencí na osudové setkání stárnoucího autora s mladou krásnou herečkou.
- Gideon Planish (1943), román,
- This Is the Life (1944), divadelní hra,
- Cass Timberlane (1945, Manželství soudce Timberlanea), román,
- Kingsblood Royal (1947, Krev královská), román, satirické zpodobnění rasové diskriminace ve Spojených státech. Autor v knize vypráví příběh mladého bankovního úředníka, který při pátrání po svých údajně královských předcích zjistí, že jedním z nich byl černoch. Protože podle amerických zákonů jsou tedy on i jeho dcerka černoši, chce o tom nejprve pomlčet, ale pak, když si začne všímat života černochů a jejich neradostného údělu, objevuje mezi nimi řadu skvělých lidí. Je otřesen ve svém dosavadním přesvědčení o bělošské nadřazenosti a nakonec prozradí svůj původ a statečně nese všechny následky, které z toho vyplývají.
- The Godseeker (1949, Hledač Boha), historický román,
- World So Wide (1951, Širý svět), posmrtně vydaný román.

## Filmové adaptace

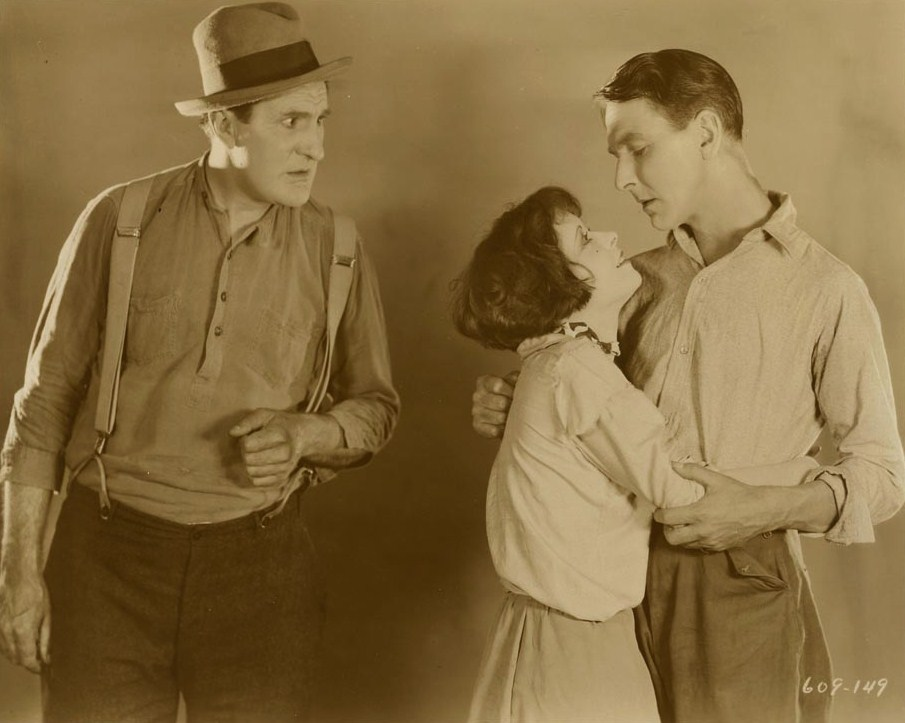
Ernest Torrence, Clara Bow a Percy Marmont ve filmu Mantrap, 1926

- Nature Incorporated (1916), USA, režie William Worthington, němý film,
- The Unpainted Woman (1919, Nenamalovaná žena), USA, režie Tod Browning, němý film,
- Free Air (1922, Vzduch zdarma), USA, režie Edward H. Griffith, němý film,
- Ghost Patrol (1923, Hlídka duchů), USA, režie Nat Ross, němý film,
- Main Street (1923, Hlavní třída), USA, režie Harry Beaumont, němý film,
- Babbitt (1924), USA, režie Harry Beaumont, němý film,
- Mantrap (1926, Past na muže), USA, režie Victor Fleming, němý film,
- Newly Rich (1931, Zbohatlý), USA, režie Norman Taurog, podle Let’s Play King,
- Arrowsmith (1931), USA, režie John Ford,
- Ann Vickers (1933, Anna Vickersová), USA, režie John Cromwell,
- Babbitt (1936), USA, režie William Keighley,
- Dodsworth (1936), USA, režie William Wyler,
- I Married a Doctor (1936, Vzala jsem si doktora), USA, režie Archie Mayo, podle románu Hlavní třída,
- Untamed (1940, Nezkrotní), USA, režie George Archainbaud, podle románu Past na muže,
- This is the Life (1944, To je život), USA, režie Felix E. Feist,
- Fun and Fancy Free (1947), americký animovaný film z produkce Walta Disneyho obsahující epizodu Bongo režiséra Jacka Kinleyho,
- Cass Timberlane (1947), USA, režie George Sidney, v hlavních rolích Spencer Tracy a Lana Turnerová,
- Majestät auf Abwegen (1958, Král na toulkách), Německo, režie Robert A. Stemmle,
- Elmer Gantry (1960), USA, režie Richard Brooks, v hlavní roli Burt Lancaster,
- Arrowsmith (1999), český televizní film, režie Zdeněk Zelenka, v hlavní roli Jan Šťastný.

## České překlady
- Hlavní ulice, Jan Laichter, Praha 1925, přeložil V. A. Jung,
- Babbitt, Družstevní práce, Praha 1928, přeložil Miloslav Houska, znovu 1937.
- Arrowsmith, Aventinum, Praha 1929, přeložil F. J. Netušil a Aloys Skoumal, znovu 1931 a Nakladatelské družstvo Máje, Praha 1946 a 1948.
- Mantrap, Melantrich, Praha 1931, přeložil O. F. Babler,
- Muž, který znal prezidenta, Jan Otto, Praha 1931, přeložil Emanuel Vajtauer,
- Náš pan Wrenn, Václav Petr, Praha 1931, přeložila Zdeňka Hofmanová,
- Továrník Dodsworth, Aventinum, Praha 1931, přeložila Eva Horlivá, znovu Nakladatelské družstvo Máje, Praha 1948.
- Úspěšné ctnosti Reverenda Gantryho, Melantrich, Praha 1931, přeložil Timotheus Vodička,
- Jestřábí stopou, Kvasnička a Hampl, Praha 1932, přeložil K. V. Pavlinec,
- Práce, Václav Petr, Praha 1932, přeložila Zdeňka Hofmanová,
- Vzduch zdarma, Družstevní práce, Praha 1932, přeložil Miroslav Houska a Jan Razil, znovu Alois Srdce, Praha 1939.
- Anna Vickersová, Aventinum, Praha 1933, přeložila Eva Horlivá, znovu Nakladatelské družstvo Máje, Praha 1947, Mladá fronta, Praha 1958 a Lidové nakladatelství, Praha 1974.
- Umělecké dílo, Kvasnička a Hampl, Praha 1935, přeložil K. V. Pavlinec,
- U nás se to stát nemůže, Nakladatelské družstvo Máje, Praha 1936, přeložil A. A. Hoch a J. Podroužek.
- Dopis od královny a jiné povídky, Nakladatelské družstvo Máje, Praha 1938, přeložila Karla Blažková,
- Marnotratní rodiče, Sfinx, Praha 1938, přeložil A. J. Šťastný,
- Král na toulkách, Nakladatelské družstvo Máje, Praha 1939, přeložila Karla Blažková,
- Manželství soudce Timberlanea, Václav Petr, Praha 1947, přeložila Zdeňka Hofmanová, znovu 1948.
- Bethel Merridayová, Nakladatelské družstvo Máje, Praha 1948, přeložila Eva Horlivá,
- Krev královská, SNKLHU, Praha 1957, přeložil A. J. Šťastný, znovu Odeon 1967.
- Muž, který znal prezidenta, SNKLU, Praha 1957, přeložil Jiří Mucha,
- Hlavní třída, SNKLHU, Praha 1960, přeložila Eva Kondrysová, znovu Svoboda, Praha 1975 a Odeon, Praha 1984.
- Babbitt, SNKLU, Praha 1962, přeložil Josef Škvorecký, znovu 1966.
- Arrowsmith, SNKLU, Praha 1963, přeložil Aloys Skoumal, znovu Mladá fronta, Praha 1967, Odeon, Praha 1984 a Knižní klub, Praha 1993.
- Elmer Gantry, SNKLHU, Praha 1963, přeložil Jaroslav Nenadál, znovu Svoboda, Praha 1977.
- Bethel Merridayová, Orbis, Praha 1967, přeložil Stanislav Mareš,
- Vzduch zdarma, Člověk, který znal prezidenta, Motýli ve světle obloukovek, Odeon, Praha 1975, přeložil František Frölich,
- Past na muže, Práce, Praha 1976, přeložila Olga Fialová, znovu Dekon, Praha 1994.
- Babbitt, Odeon, Praha 1984, přeložil Jiří Hanuš, znovu J & J, Praha 1995.